# Medusa Deluxe
Medusa Deluxe – brytyjski film kryminalny z 2022 roku w reżyserii Thomasa Hardimana. W głównych rolach wystąpili Luke Pasqualino, Lilit Lesser i Clare Perkins. Film miał premierę 6 sierpnia 2022 roku na 75. MFF w Locarno.

## Fabuła
Podczas regionalnych zawodów fryzur biorący w nich udział Mosca zostaje zamordowany, co skutkuje podziałami w gronie jego przyjaciół i konkurentów, którzy zaczynają dzielić się ze sobą domysłami na temat zabójcy. Bohaterowie poszukują poszlak i zmian w zachowaniach uczestników konkursu w nadziei na rozwiązanie zagadki.

## Obsada
- Luke Pasqualino jako Angel
- Lilit Lesser jako Angie
- Clare Perkins jako Cleve
- Kayla Meikle jako Divine
- Debris Stevenson jako Etsy
- Anita-Joy Uwajeh jako Timba
- Kae Alexander jako Inez
- Harriet Webb jako Kendra
- Darrell D’Silva jako Rene
- Heider Ali jako Gac
- Nicholas Karimi jako Patricio[1]

## Produkcja
Film nakręcony został na terenie budynku Preston Guild Hall położonego w miejscowości Preston w Wielkiej Brytanii.

## Odbiór

### Reakcja krytyków
Film spotkał się z pozytywną reakcją krytyków. W agregatorze recenzji Rotten Tomatoes 72% z 68 recenzji uznano za pozytywne, a średnia ocen wyniosła 6,3 na 10. Z kolei w agregatorze Metacritic średnia ważona ocen z 17 recenzji wyniosła 60 punktów na 100.

## Nagrody i nominacje
| Nagroda                                              | Kategoria                                                                                     | Wynik     |
| ---------------------------------------------------- | --------------------------------------------------------------------------------------------- | --------- |
| British Independent Film Awards                      | Najlepsza charakteryzacja i fryzury                                                           | wygrana   |
| British Independent Film Awards                      | Najlepsza scenografia (Gary Williamson)                                                       | nominacja |
| British Independent Film Awards                      | Nagroda Specjalna – Nagroda im. Douglasa Hickoxa dla debiutującego reżysera (Thomas Hardiman) | nominacja |
| Międzynarodowy Festiwal Kina Niezależnego Off Camera | Krakowska Nagroda Filmowa Andrzeja Wajdy – Udział w konkursie głównym (Thomas Hardiman)       | nominacja |